# Oscar Magoni
Oscar Magoni (Alzano Lombardo, 22 settembre 1967) è un dirigente sportivo, allenatore di calcio ed ex calciatore italiano, di ruolo centrocampista.

## Biografia
È il fratello di Paoletta Magoni, sciatrice azzurra, campionessa del mondo di slalom speciale a Sarajevo nel 1984 e campionessa olimpica, e di Livio Magoni, allenatore di sci alpino vincitore della Coppa del Mondo 2020-2021 alla guida della sciatrice Petra Vlhová.

## Carriera

### Giocatore
Centrocampista dalle grandi doti atletiche (è stato maestro di sci e tennis, nonché membro della nazionale giovanile di pattinaggio) e dalla discreta tecnica, esordisce in prima squadra tra i dilettanti del Selvino, società del suo paese natale, venendo subito notato dalla Romanese, militante in Serie D.
Passa poi al Leffe, con il quale viene promosso tra i professionisti. Ma la grande opportunità la offre l'Atalanta, che lo fa esordire in Serie A, facendogli compiere un "salto" di ben quattro categorie.

Magoni (a destra) in azione al Bologna nel 1996, in contrasto sullo juventino Zidane.

Ciò nonostante si adatta subito ai grandi palcoscenici, contribuendo due anni più tardi al pronto ritorno dei neroazzurri in serie A.
Da allora comincia a cambiare numerose maglie, tra le quali il Bologna e il Napoli (entrambe vestite per tre stagioni), il Genoa, l'Ancona e la Triestina, per poi concludere la carriera alla Nuova Albano, in Serie D.

### Allenatore
Intraprende poi la carriera di allenatore, sedendosi sulla panchina del Vigevano (squadra di Serie D dove subentra a stagione in corso per poi essere esonerato prima della fine del campionato, con la squadra terzultima in classifica) e successivamente su quella dell'Isola (squadra bergamasca del campionato di Eccellenza lombardo, che chiude la stagione al sesto posto in classifica) nella stagione 2006-2007, mentre nelle successive due annate guida il Renate, militante in Serie D, con cui conquista un nono e un secondo posto (perdendo i play-off). Nell'estate del 2009 viene chiamato alla guida del Lecco, squadra militante in Lega Pro Prima Divisione, venendo tuttavia esonerato il 21 dicembre 2009, a causa di una serie negativa di 4 sconfitte e 1 pareggio in 5 gare, con un solo gol segnato.
Il 2 luglio 2010 diviene l'allenatore della Colognese, squadra di Serie D, mentre il giugno successivo torna, dopo due anni, ad allenare il Renate in Seconda Divisione, campionato che conclude con un dodicesimo posto in classifica.
Il 7 novembre 2012 la Tritium annuncia il suo ingaggio in sostituzione dell'esonerato mister Bertani, salvo poi esonerarlo a fine gennaio 2013 dopo 4 sconfitte consecutive (con 15 gol subiti nel corso di queste gare) con la squadra che si trovava in piena zona retrocessione nel campionato di Lega Pro Prima Divisione e che durante la sua gestione tecnica aveva collezionato solamente 2 punti, senza nessuna vittoria. Nella prima parte della stagione 2013-2014 allena la Sambonifacese in Serie D, dimettendosi dall'incarico nel dicembre 2013; il 27 maggio 2014 si accorda con il Ciserano, squadra bergamasca neopromossa in Serie D, per allenare la prima squadra nella stagione 2014-2015. A fine anno non viene riconfermato dai bergamaschi e si trasferisce alla Pro Sesto, sempre in Serie D. Viene esonerato dai milanesi il 2 febbraio 2016, con la squadra in zona play-out.

### Dirigente
Il 29 maggio 2016 abbandona momentaneamente la carriera da allenatore per diventare direttore sportivo del Renate, società di Lega Pro. Il 9 giugno 2020 lascia l'incarico.
Il 10 giugno 2020 viene ufficializzato il suo incarico come direttore sportivo della Feralpisalò, terminato il 30 giugno 2022.
Il 2 dicembre 2022 viene ufficializzato come direttore sportivo della Viterbese.
Dal 2023 è nuovamente direttore sportivo al Renate

### Giocatore

#### Competizioni nazionali
- Campionato Interregionale: 1

Leffe: 1989-1990 (girone C)

#### Competizioni internazionali
- Coppa Anglo-Italiana: 1

Genoa: 1995-1996
- Coppa Intertoto UEFA: 1

Bologna: 1998